# Павлов Сергій Валентинович
Павлов Сергій Валентинович (18 березня 1969 року) — український економіко-географ, кандидат географічних наук, доцент кафедри країнознавства і туризму Київського національного університету імені Тараса Шевченка.

## Біографія
Народився 18 березня 1969 року в Рубіжному Луганської області. Закінчив у 1993 році географічний факультет Київського університету зі спеціальності «географ», у 1997 році аспірантуру університету. Кандидатська дисертація «Організація релігійно-географічної сфери України» захищена у 1999 році. Працював референтом зовнішньоекономічної діяльності, викладачем. У Київському університеті працював з 1993 року інженером ІІ категорії, з 1994 року завідувач лабораторії геоінформації і туризму кафедри країнознавства та туризму, асистент кафедри країнознавства і туризму з 1997 року, доцент у 2003 — 2010 роках. Читав курси: «Релігієзнавство з основами географії релігії», «Статистика», «Методика досліджень регіональних ринків», «Міжнародні ринки».

## Наукові праці
Сфера наукових досліджень: географія релігії (у тому числі господарська етика різних релігійних напрямів і релігійний фактор в локальних збройних конфліктах), теоретичні та практичні питання регіональної інтеграції, статистика, культурне середовище господарської діяльності. Основні праці:
1. Географія релігій: Навчальний посібник. — К., 1999 (у співавторстві).